# Boeing 7J7
Boeing 7J7 je bilo predlagano 150-sedežno potniško letalo s kratkim do srednjim dosegom. Boeing je v 1980ih predlagal 7J7 kot precej bolj ekonomičnega naslednika trimotornega Boeing 727. 7J7 bi imel sistem stekleni kokpit in fly-by-wire. Pri gradnji naj bi veliko uporabljali lahke kompozitne materiale.
Poganjala bi ga dva propfan motorja GE36 UDF in bi bil tako eno izmed prvih potniških letal s tem načinom pogona. Trenutno je edino letalo s propfan motorji rusko/ukrajinski Antonov An-70.
Del sestavnih delov bi prispevala tudi japonska podjetja. Japonci imajo velik delež na širokotrupnih Boeing 767, 777 in 777.
Boeing je kasneje zaradi padajočih cen nafte opustil 7J7 in namesto tega moderniziral Boeinga 737.